# Az utolsó budai basa (film)
Az utolsó budai basa Jókai Mór elbeszéléséből 1963-ban készült magyar tévéjáték. A filmet az Irodalmi képeskönyv sorozat részeként 1964. augusztus 20-án mutatta be a Magyar Televízió. A tévéjáték Jókai művének első harmadát dolgozza fel, Petneházy és Telli kapcsolatát, a kuruc kapitány meghasonlásának történetét. Buda ostroma, Abdurrahmán pasa és Petneházy Dávid további sorsa nem szerepel a filmben.

## Történet
|  | Alább a cselekmény részletei következnek! |

1685-ben a török történetírók által az oszmán birodalom városai között rang szerint a tizedik legfontosabb településen, Buda várában Abdurrahmán basának, Petneházy jelenlétében a tudós főimám, Ihánzádé megjósolja a jövőt egy varázsgömb segítségével. Az imám Buda elestéről beszél, sőt azt is elmondja, hogy Petneházy tűzi ki elsőnek a magyar zászlót a várra. A kuruc tiszt hűséges szövetségese a törököknek, szerelmes a pasa lányába, kellemetlenül érintik Ihánzádé szavai. A pasa megnyugtatja Petneházyt, hogy megbízik benne, az édes fiának tartja, még a fejét is rá bízná alvás közben. A kuruc tisztnek Ihánzádé később azt is elmondja, hogy a váradi pasa négy nappal ezelőtt elfogatta Thököly Imrét, a kurucoknak menekülniük kell a törököktől. A fiatal kuruc bizonytalanná válik, további aggasztó híreket kap, ám a pasa lánya iránti érzelme visszatartja a szökéstől. Telli elárul egy titkot Petneházynak, hogy két nap múlva egy kinevezési okmányt kap majd a Portától: Thököly helyére szánjak. Azt is elmondja, hogy az apja támogatja az egybekelésüket. Az imám valójában Gábriel Péter barát, aki a várba azért érkezett, hogy annak gyenge pontjait kikutassa, és továbbítsa az információkat a megbízóinak. Rádöbbenti Petneházyt a pasa és a lánya csalárdságára, felfedi a magyar férfi előtt az igazságot.
|  | Itt a vége a cselekmény részletezésének! |

## Szereplők
- Abdurrahmán basa – Egri István
- Telli, a basa lánya – Váradi Hédi
- Ihánzádé – Kemény László
- Petneházy Dávid[4] – Mécs Károly
- piláfárus – Vándor József
- mutefellika[5] – Holl István
- Ahmed, teszkeredzsi[6] – Szénási Ernő
- Sejtán bég – Bánhidi László
- Csurka László
- Narrátor – Pálos György